# Titii sodales
Die Titii sodales, auch Sodales Titii, waren eine antike Kultgemeinschaft, die den Tities, der zweiten der ursprünglichen römischen Tribus, angehörte und der legendären Überlieferung nach entweder vom sabinischen König Titus Tatius zur Ausübung der althergebrachten sabinischen Kultformen oder von Romulus zu Ehren des vergöttlichten Titus eingerichtet worden war. Überliefert wird auch, dass die Titii sodales eine spezielle Form der Vogelschau ausgeübt hätten. Die Priestergemeinschaft tritt während der Republik nicht mehr in Erscheinung und wird erst unter Kaiser Augustus erneuert, wo sie auch Titienses oder Sacerdotes Titiales Flaviales genannt werden. Augustus selbst war Mitglied der Titii sodales. Über ihre Rituale ist fast nichts bekannt, möglicherweise dienten sie anderen Kultgemeinschaften zum Vorbild, die später den Kaiserkult ausübten.